# Де ла Пас Пердомо, Франк
Франк де ла Пас Пердомо (исп. Frank de la Paz Perdomo; род. 24 мая 1975) — кубинский шахматист, гроссмейстер (2004).
В составе сборной Кубы участник 33-й Олимпиады (1998) в Элисте.

## Таблица результатов
| Год  | Город  | Турнир         | + | − | = | Результат | Место |
| ---- | ------ | -------------- | - | - | - | --------- | ----- |
| 1998 | Элиста | 33-я олимпиада | 0 | 1 | 3 | 1½ из 4   |       |

## Изменения рейтинга
| Графики недоступны из-за технических проблем. См. информацию на Фабрикаторе и на mediawiki.org. |